# فهرست کشورها بر پایه تعداد هاست‌های اینترنت
فهرست کشورها بر پایه تعداد هاست اینترنت:
| رتبه | کشور                                | هاست اینترنت | تاریخ اطلاعات |
| ---- | ----------------------------------- | ------------ | ------------- |
| ۱    | ایالات متحده آمریکا                 | ۳۱۶٬۰۰۰٬۰۰۰* | نامعلوم       |
| ۲    | ژاپن                                | ۳۹٬۹۰۹٬۰۰۰   | ۲۰۰۸          |
| ۳    | آلمان                               | ۲۲٬۶۰۶٬۰۰۰   | ۲۰۰۸          |
| ۴    | ایتالیا                             | ۱۷٬۷۰۲٬۰۰۰   | ۲۰۰۸          |
| ۵    | چین                                 | ۱۴٬۳۰۶٬۰۰۰   | ۲۰۰۸          |
| ۶    | فرانسه                              | ۱۴٬۲۵۶٬۰۰۰   | ۲۰۰۸          |
| ۷    | استرالیا                            | ۱۱٬۱۳۴٬۰۰۰   | ۲۰۰۸          |
| ۸    | هلند                                | ۱۰٬۹۸۳٬۰۰۰   | ۲۰۰۸          |
| ۹    | مکزیک                               | ۱۰٬۶۵۳٬۰۰۰   | ۲۰۰۸          |
| ۱۰   | برزیل                               | ۹٬۵۷۳٬۰۰۰    | ۲۰۰۸          |
| ۱۱   | بریتانیا                            | ۸٬۲۶۹٬۰۰۰    | ۲۰۰۸          |
| ۱۲   | لهستان                              | ۷٬۸۰۸٬۰۰۰    | ۲۰۰۸          |
| —    | تایوان                              | ۵٬۲۲۵٬۰۰۰    | ۲۰۰۸          |
| ۱۳   | کانادا                              | ۵٬۱۱۹٬۰۰۰**  | ۲۰۰۸          |
| ۱۴   | روسیه                               | ۴٬۸۲۲٬۰۰۰    | ۲۰۰۸          |
| ۱۵   | فنلاند                              | ۳٬۸۷۷٬۰۰۰    | ۲۰۰۸          |
| ۱۶   | بلژیک                               | ۳٬۸۴۱٬۰۰۰    | ۲۰۰۸          |
| ۱۷   | آرژانتین                            | ۳٬۸۱۳٬۰۰۰    | ۲۰۰۸          |
| ۱۸   | دانمارک                             | ۳٬۶۴۲٬۰۰۰    | ۲۰۰۸          |
| ۱۹   | سوئد                                | ۳٬۵۷۹٬۰۰۰    | ۲۰۰۸          |
| ۲۰   | سوئیس                               | ۳٬۴۳۷٬۰۰۰    | ۲۰۰۸          |
| ۲۱   | اسپانیا                             | ۳٬۲۶۴٬۰۰۰    | ۲۰۰۸          |
| ۲۲   | نروژ                                | ۲٬۹۹۵٬۰۰۰    | ۲۰۰۸          |
| ۲۳   | اتریش                               | ۲٬۸۰۶٬۰۰۰    | ۲۰۰۸          |
| ۲۴   | هند                                 | ۲٬۷۰۷٬۰۰۰    | ۲۰۰۸          |
| ۲۵   | ترکیه                               | ۲٬۶۶۷٬۰۰۰    | ۲۰۰۸          |
| ۲۶   | جمهوری چک                           | ۲٬۴۳۴٬۰۰۰    | ۲۰۰۸          |
| ۲۷   | رومانی                              | ۲٬۱۹۵٬۰۰۰    | ۲۰۰۸          |
| ۲۸   | مجارستان                            | ۱٬۸۷۹٬۰۰۰    | ۲۰۰۸          |
| ۲۹   | پرتغال                              | ۱٬۸۵۸٬۰۰۰    | ۲۰۰۸          |
| ۳۰   | نیوزیلند                            | ۱٬۷۲۰٬۰۰۰    | ۲۰۰۸          |
| ۳۱   | یونان                               | ۱٬۶۲۶٬۰۰۰    | ۲۰۰۸          |
| ۳۲   | کلمبیا                              | ۱٬۵۵۴٬۰۰۰    | ۲۰۰۸          |
| ۳۳   | اسرائیل                             | ۱٬۴۱۵٬۰۰۰    | ۲۰۰۸          |
| ۳۴   | آفریقای جنوبی                       | ۱٬۲۹۷٬۰۰۰    | ۲۰۰۸          |
| ۳۵   | جمهوری ایرلند                       | ۱٬۲۴۲٬۰۰۰    | ۲۰۰۸          |
| ۳۶   | تایلند                              | ۱٬۱۱۶٬۰۰۰    | ۲۰۰۸          |
| ۳۷   | کرواسی                              | ۱٬۱۱۱٬۰۰۰    | ۲۰۰۸          |
| ۳۸   | شیلی                                | ۸۴۷٬۲۱۵      | ۲۰۰۸          |
| ۳۹   | سنگاپور                             | ۸۳۷٬۵۵۹      | ۲۰۰۸          |
| —    | هنگ کنگ                             | ۸۱۷٬۷۶۶      | ۲۰۰۸          |
| ۴۰   | لیتوانی                             | ۸۱۲٬۰۸۳      | ۲۰۰۸          |
| ۴۱   | اندونزی                             | ۷۵۳٬۲۰۰      | ۲۰۰۸          |
| ۴۲   | اسلواکی                             | ۷۱۷٬۷۴۴      | ۲۰۰۸          |
| ۴۳   | استونی                              | ۶۴۵٬۴۹۵      | ۲۰۰۸          |
| ۴۴   | اوکراین                             | ۵۲۴٬۲۰۲      | ۲۰۰۸          |
| ۴۵   | بلغارستان                           | ۵۱۳٬۴۷۰      | ۲۰۰۸          |
| ۴۶   | اروگوئه                             | ۴۸۰٬۵۹۳      | ۲۰۰۸          |
| —    | نیووی                               | ۳۸۲٬۵۹۹      | ۲۰۰۸          |
| ۴۷   | امارات متحده عربی                   | ۳۸۱٬۹۱۵      | ۲۰۰۸          |
| ۴۸   | مالزی                               | ۳۷۷٬۷۱۶      | ۲۰۰۸          |
| ۴۹   | کره جنوبی                           | ۳۳۳٬۸۲۳      | ۲۰۰۸          |
| ۵۰   | فیلیپین                             | ۲۸۳٬۵۷۹      | ۲۰۰۸          |
| ۵۱   | مراکش                               | ۲۷۵٬۸۸۹      | ۲۰۰۸          |
| ۵۲   | پرو                                 | ۲۷۱٬۷۴۵      | ۲۰۰۸          |
| ۵۳   | ایسلند                              | ۲۶۳٬۹۸۰      | ۲۰۰۸          |
| ۵۴   | مولدووا                             | ۲۲۳٬۸۶۹      | ۲۰۰۸          |
| ۵۵   | لتونی                               | ۲۲۰٬۰۸۲      | ۲۰۰۸          |
| ۵۶   | پاکستان                             | ۱۹۷٬۲۶۴      | ۲۰۰۸          |
| ۵۷   | لوکزامبورگ                          | ۱۸۰٬۷۵۶      | ۲۰۰۸          |
| ۵۸   | مصر                                 | ۱۷۵٬۳۴۲      | ۲۰۰۸          |
| ۵۹   | ترینیداد و توباگو                   | ۱۵۵٬۷۲۲      | ۲۰۰۸          |
| ۶۰   | ونزوئلا                             | ۱۴۵٬۳۹۴      | ۲۰۰۸          |
| ۶۱   | قبرس                                | ۱۴۳٬۰۹۹      | ۲۰۰۸          |
| ۶۲   | عربستان سعودی                       | ۱۴۱٬۲۳۲      | ۲۰۰۸          |
| ۶۳   | گواتمالا                            | ۱۲۴٬۰۹۵      | ۲۰۰۸          |
| ۶۴   | جمهوری دومینیکن                     | ۱۰۵٬۵۴۶      | ۲۰۰۸          |
| ۶۵   | ویتنام                              | ۸۴٬۱۵۱       | ۲۰۰۸          |
| ۶۶   | اسلوونی                             | ۷۵٬۹۸۴       | ۲۰۰۸          |
| ۶۷   | بولیوی                              | ۶۸٬۴۲۸       | ۲۰۰۸          |
| ۶۸   | بلاروس                              | ۶۸٬۱۱۸       | ۲۰۰۸          |
| ۶۹   | نیکاراگوئه                          | ۵۸٬۱۵۷       | ۲۰۰۸          |
| ۷۰   | قرقیزستان                           | ۵۶٬۹۰۵       | ۲۰۰۸          |
| ۷۱   | تووالو                              | ۵۶٬۲۰۹       | ۲۰۰۸          |
| ۷۲   | بوسنی و هرزگوین                     | ۵۶٬۰۳۲       | ۲۰۰۸          |
| —    | آنتیل هلند                          | ۴۷٬۵۹۷       | ۲۰۰۸          |
| ۷۳   | اکوادور                             | ۴۵٬۴۰۴       | ۲۰۰۸          |
| ۷۴   | نپال                                | ۴۲٬۲۱۹       | ۲۰۰۸          |
| ۷۵   | ازبکستان                            | ۳۸٬۱۸۳       | ۲۰۰۸          |
| ۷۶   | مقدونیه شمالی                       | ۳۶٬۹۰۵       | ۲۰۰۸          |
| ۷۷   | لبنان                               | ۳۶٬۶۸۱       | ۲۰۰۸          |
| ۷۸   | قزاقستان                            | ۳۶٬۴۱۷       | ۲۰۰۸          |
| ۷۹   | گرجستان                             | ۲۷٬۹۰۵       | ۲۰۰۸          |
| ۸۰   | کنیا                                | ۲۷٬۳۷۶       | ۲۰۰۸          |
| ۸۱   | مالت                                | ۲۶٬۴۹۴       | ۲۰۰۸          |
| ۸۲   | ارمنستان                            | ۲۶٬۰۸۱       | ۲۰۰۸          |
| ۸۳   | تانزانیا                            | ۲۴٬۲۷۱       | ۲۰۰۸          |
| ۸۴   | غنا                                 | ۲۴٬۰۱۸       | ۲۰۰۸          |
| ۸۵   | آندورا                              | ۲۳٬۳۶۸       | ۲۰۰۸          |
| ۸۶   | موزامبیک                            | ۲۲٬۵۳۲       | ۲۰۰۸          |
| ۸۷   | اردن                                | ۲۱٬۱۵۰       | ۲۰۰۸          |
| ۸۸   | موناکو                              | ۲۱٬۰۵۸       | ۲۰۰۸          |
| ۸۹   | پاراگوئه                            | ۱۹٬۶۹۱       | ۲۰۰۸          |
| ۹۰   | تونگا                               | ۱۹٬۲۳۱       | ۲۰۰۸          |
| ۹۱   | زیمبابوه                            | ۱۹٬۱۵۷       | ۲۰۰۸          |
| —    | آروبا                               | ۱۷٬۶۶۱       | ۲۰۰۸          |
| ۹۲   | کاستاریکا                           | ۱۶٬۴۴۰       | ۲۰۰۸          |
| —    | کالدونیای جدید                      | ۱۵٬۴۸۷       | ۲۰۰۸          |
| ۹۳   | برونئی                              | ۱۴٬۹۵۰       | ۲۰۰۸          |
| —    | گرینلند                             | ۱۴٬۱۳۲       | ۲۰۰۸          |
| —    | پلی‌نزی فرانسه                       | ۱۴٬۰۷۰       | ۲۰۰۸          |
| ۹۴   | هندوراس                             | ۱۳٬۳۷۰       | ۲۰۰۸          |
| ۹۵   | فیجی                                | ۱۲٬۵۹۲       | ۲۰۰۸          |
| ۹۶   | السالوادور                          | ۱۱٬۴۳۴       | ۲۰۰۸          |
| ۹۷   | ساموآ                               | ۱۱٬۳۰۷       | ۲۰۰۸          |
| ۹۸   | ماداگاسکار                          | ۱۱٬۰۱۶       | ۲۰۰۸          |
| ۹۹   | آلبانی                              | ۱۰٬۱۶۲       | ۲۰۰۸          |
| ۱۰۰  | موریس                               | ۹٬۶۰۹        | ۲۰۰۸          |
| ۱۰۱  | بوتان (کشور)                        | ۹٬۰۴۶        | ۲۰۰۸          |
| —    | جزایر فارو                          | ۸٬۵۱۶        | ۲۰۰۸          |
| ۱۰۲  | پاناما                              | ۷٬۸۵۸        | ۲۰۰۸          |
| ۱۰۳  | سوریه                               | ۷٬۸۵۷        | ۲۰۰۸          |
| —    | جنوبگان                             | ۷٬۷۴۸        | ۲۰۰۸          |
| ۱۰۴  | لیختن‌اشتاین                         | ۷٬۶۳۹        | ۲۰۰۸          |
| ۱۰۵  | زامبیا                              | ۷٬۶۱۰        | ۲۰۰۸          |
| ۱۰۶  | جمهوری آذربایجان                    | ۶٬۹۹۵        | ۲۰۰۸          |
| ۱۰۷  | سان مارینو                          | ۶٬۶۶۵        | ۲۰۰۸          |
| ۱۰۸  | بوتسوانا                            | ۶٬۳۷۴        | ۲۰۰۸          |
| ۱۰۹  | نامیبیا                             | ۶٬۲۹۶        | ۲۰۰۸          |
| ۱۱۰  | گویان                               | ۶٬۲۱۸        | ۲۰۰۸          |
| ۱۱۱  | ساحل عاج                            | ۵٬۵۶۹        | ۲۰۰۸          |
| ۱۱۲  | سری‌لانکا                            | ۴٬۹۴۰        | ۲۰۰۸          |
| ۱۱۳  | عمان                                | ۴٬۷۸۵        | ۲۰۰۸          |
| —    | جزایر کیمن                          | ۴٬۶۴۸        | ۲۰۰۸          |
| —    | جزایر ویرجین ایالات متحده           | ۴٬۶۱۰        | ۲۰۰۸          |
| ۱۱۴  | جزایر سلیمان                        | ۳٬۸۰۴        | ۲۰۰۸          |
| ۱۱۵  | کوبا                                | ۳٬۶۶۴        | ۲۰۰۸          |
| ۱۱۶  | آنگولا                              | ۳٬۵۶۲        | ۲۰۰۸          |
| ۱۱۷  | پاپوآ گینه نو                       | ۳٬۴۲۲        | ۲۰۰۸          |
| ۱۱۸  | کویت                                | ۳٬۲۸۹        | ۲۰۰۸          |
| ۱۱۹  | جمهوری دموکراتیک کنگو               | ۳٬۲۱۱        | ۲۰۰۸          |
| ۱۲۰  | ایران                               | ۲٬۸۶۰        | ۲۰۰۸          |
| ۱۲۱  | بلیز                                | ۲٬۷۵۱        | ۲۰۰۸          |
| ۱۲۲  | بحرین                               | ۲٬۶۲۱        | ۲۰۰۸          |
| ۱۲۳  | اسواتینی                            | ۲٬۵۸۲        | ۲۰۰۸          |
| ۱۲۴  | رواندا                              | ۲٬۳۶۳        | ۲۰۰۸          |
| —    | جزایر تورکس و کایکوس                | ۲٬۳۵۲        | ۲۰۰۸          |
| —    | جزایر کوک                           | ۲٬۲۳۴        | ۲۰۰۸          |
| ۱۲۵  | آنتیگوآ و باربودا                   | ۲٬۲۱۵        | ۲۰۰۸          |
| —    | ساموای آمریکا                       | ۱٬۹۲۳        | ۲۰۰۸          |
| —    | جبل طارق                            | ۱٬۹۰۴        | ۲۰۰۸          |
| —    | جزیره کریسمس                        | ۱٬۸۲۱        | ۲۰۰۸          |
| —    | برمودا                              | ۱٬۶۲۸        | ۲۰۰۸          |
| ۱۲۶  | مالدیو                              | ۱٬۶۰۰        | ۲۰۰۸          |
| ۱۲۷  | بنگلادش                             | ۱٬۴۴۰        | ۲۰۰۸          |
| ۱۲۸  | سائوتومه و پرنسیپ                   | ۱٬۳۵۵        | ۲۰۰۸          |
| ۱۲۹  | جامائیکا                            | ۱٬۲۹۲        | ۲۰۰۸          |
| ۱۳۰  | کامبوج                              | ۱٬۲۳۰        | ۲۰۰۸          |
| ۱۳۱  | تاجیکستان                           | ۱٬۱۵۸        | ۲۰۰۸          |
| ۱۳۲  | اوگاندا                             | ۱٬۰۹۰        | ۲۰۰۸          |
| ۱۳۳  | اریتره                              | ۱٬۰۷۴        | ۲۰۰۸          |
| ۱۳۴  | نیجریه                              | ۱٬۰۴۸        | ۲۰۰۸          |
| ۱۳۵  | لائوس                               | ۱٬۰۱۵        | ۲۰۰۸          |
| ۱۳۶  | وانواتو                             | ۹۹۰          | ۲۰۰۸          |
| ۱۳۷  | ایالات فدرال میکرونزی               | ۸۶۶          | ۲۰۰۸          |
| ۱۳۸  | بنین                                | ۸۴۸          | ۲۰۰۸          |
| ۱۳۹  | توگو                                | ۷۶۹          | ۲۰۰۸          |
| ۱۴۰  | ترکمنستان                           | ۶۴۰          | ۲۰۰۸          |
| ۱۴۱  | قطر                                 | ۵۶۳          | ۲۰۰۸          |
| ۱۴۲  | الجزایر                             | ۴۷۷          | ۲۰۰۸          |
| —    | جزایر ویرجین انگلستان               | ۴۶۵          | ۲۰۰۸          |
| —    | جزیره من                            | ۴۲۶          | ۲۰۰۸          |
| —    | مونتسرات                            | ۴۰۹          | ۲۰۰۸          |
| —    | پورتوریکو                           | ۴۰۴          | ۲۰۰۸          |
| ۱۴۳  | مالی                                | ۳۸۷          | ۲۰۰۸          |
| ۱۴۴  | تونس                                | ۳۷۶          | ۲۰۰۸          |
| ۱۴۵  | مغولستان                            | ۳۵۶          | ۲۰۰۸          |
| ۱۴۶  | گامبیا                              | ۳۲۰          | ۲۰۰۸          |
| —    | سینت هلینا                          | ۳۰۶          | ۲۰۰۸          |
| ۱۴۷  | تیمور شرقی                          | ۲۸۵          | ۲۰۰۸          |
| ۱۴۸  | سیشل                                | ۲۸۴          | ۲۰۰۸          |
| —    | توکلائو                             | ۲۷۳          | ۲۰۰۸          |
| —    | ماکائو                              | ۲۶۳          | ۲۰۰۸          |
| ۱۴۹  | سنگال                               | ۲۱۷          | ۲۰۰۸          |
| ۱۵۰  | نیجر                                | ۲۱۶          | ۲۰۰۸          |
| —    | آنگویلا                             | ۲۰۵          | ۲۰۰۸          |
| —    | جورجیای جنوبی و جزایر ساندویچ جنوبی | ۱۹۶          | ۲۰۰۸          |
| —    | جرزی                                | ۱۹۰          | ۲۰۰۸          |
| ۱۵۱  | یمن                                 | ۱۶۷          | ۲۰۰۸          |
| ۱۵۲  | بوروندی                             | ۱۶۲          | ۲۰۰۸          |
| ۱۵۳  | جیبوتی                              | ۱۶۱          | ۲۰۰۸          |
| —    | گرنزی                               | ۱۵۶          | ۲۰۰۸          |
| ۱۵۴  | اتیوپی                              | ۱۲۸          | ۲۰۰۸          |
| ۱۵۵  | سنت وینسنت و گرنادین‌ها              | ۱۲۴          | ۲۰۰۸          |
| ۱۵۶  | بورکینافاسو                         | ۱۱۶          | ۲۰۰۸          |
| ۱۵۷  | میانمار                             | ۱۰۸          | ۲۰۰۸          |
| ۱۵۸  | مالاوی                              | ۱۰۷          | ۲۰۰۸          |
| ۱۵۹  | باربادوس                            | ۱۰۴          | ۲۰۰۸          |
| —    | جزایر فالکلند                       | ۹۱           | ۲۰۰۸          |
| —    | قلمرو اقیانوس هند بریتانیا          | ۸۹           | ۲۰۰۸          |
| ۱۶۰  | گابن                                | ۸۸           | ۲۰۰۸          |
| ۱۶۱  | لسوتو                               | ۸۳           | ۲۰۰۸          |
| ۱۶۲  | گینه بیسائو                         | ۸۲           | ۲۰۰۸          |
| ۱۶۳  | کامرون                              | ۶۹           | ۲۰۰۸          |
| ۱۶۴  | واتیکان                             | ۵۵           | ۲۰۰۸          |
| —    | جزیره نورفک                         | ۵۱           | ۲۰۰۸          |
| ۱۶۵  | سنت کیتس و نویس                     | ۴۵           | ۲۰۰۸          |
| ۱۶۶  | نائورو                              | ۴۲           | ۲۰۰۸          |
| ۱۶۷  | باهاما                              | ۴۱           | ۲۰۰۸          |
| —    | سرزمین‌های جنوبی و جنوبگانی فرانسه   | ۳۸           | ۲۰۰۸          |
| —    | گوآم                                | ۳۶           | ۲۰۰۸          |
| ۱۶۸  | موریتانی                            | ۳۴           | ۲۰۰۸          |
| ۱۶۹  | سورینام                             | ۳۳           | ۲۰۰۸          |
| ۱۷۰  | سودان                               | ۳۳           | ۲۰۰۸          |
| ۱۷۱  | افغانستان                           | ۳۱           | ۲۰۰۸          |
| ۱۷۲  | لیبی                                | ۳۱           | ۲۰۰۸          |
| ۱۷۳  | دومینیکا                            | ۲۹           | ۲۰۰۸          |
| ۱۷۴  | جمهوری آفریقای مرکزی                | ۲۱           | ۲۰۰۸          |
| ۱۷۵  | کیپ ورد                             | ۲۰           | ۲۰۰۸          |
| ۱۷۶  | سنت لوسیا                           | ۱۷           | ۲۰۰۸          |
| ۱۷۷  | گینه                                | ۱۶           | ۲۰۰۸          |
| —    | جزایر پیت‌کرن                        | ۱۲           | ۲۰۰۸          |
| ۱۷۸  | گینه استوایی                        | ۹            | ۲۰۰۸          |
| ۱۷۹  | کیریباتی                            | ۹            | ۲۰۰۸          |
| ۱۸۰  | گرنادا                              | ۹            | ۲۰۰۸          |
| ۱۸۱  | کومور                               | ۸            | ۲۰۰۸          |
| ۱۸۲  | سیرالئون                            | ۸            | ۲۰۰۸          |
| ۱۸۳  | هائیتی                              | ۷            | ۲۰۰۸          |
| ۱۸۴  | لیبریا                              | ۷            | ۲۰۰۸          |
| —    | جزیره بوت                           | ۶            | ۲۰۰۸          |
| —    | جزایر ماریانای شمالی                | ۶            | ۲۰۰۸          |
| ۱۸۵  | چاد                                 | ۵            | ۲۰۰۸          |
| ۱۸۶  | جمهوری کنگو                         | ۵            | ۲۰۰۸          |
| ۱۸۷  | عراق                                | ۳            | ۲۰۰۸          |
| ۱۸۸  | جزایر مارشال                        | ۳            | ۲۰۰۸          |
| —    | مایوت                               | ۱            | ۲۰۰۸          |
| —    | والیس و فوتونا                      | ۱            | ۲۰۰۸          |
| ۱۸۹  | سومالی                              | ۱            | ۲۰۰۸          |
| ۱۹۰  | پالائو                              | ۰            | ۲۰۰۸          |
| —    | سنت پیر و ماژلان                    | ۰            | ۲۰۰۸          |